# Lorenzago di Cadore
Lorenzago di Cadore es una localidad italiana de la provincia de Belluno, región de Véneto , con 592 habitantes.

## Evolución demográfica
| Gráfica de evolución demográfica de Lorenzago di Cadore entre 1861 y 2001 |
|                                                                           |
| Fuente ISTAT - elaboración gráfica de Wikipedia                           |